# Cocheras en plaza Emili Sala 12 de Alcoy
Las cocheras en plaza Emili Sala 12 de la ciudad de Alcoy (Alicante), Comunidad Valenciana, son una construcción de estilo modernista valenciano construidas en el año 1905 proyectadas por el arquitecto contestano Timoteo Briet Montaud.
Las cocheras fueron edificadas un año después de la construcción de la Casa Laporta y se encuentran en la parte trasera de la misma. La edificación, de dimensiones reducidas, consta de planta baja y una altura.
En la planta baja dispone de un amplio portal en madera, para la entrada y salida de carruajes y coches de la Casa Laporta y está trabajada en piedra. Junto a la puerta hay dos pequeñas ventanas. 
En cambio la primera planta se halla construida en ladrillo macizo, hecho poco usual en las construcciones modernistas de Alcoy. La terraza del edificio dispone de una pequeña barandilla de hierro.